# Christoph Haas (Bergmeister)
Christoph Haas, auch Christoph Haaß bzw. Christoph Hase (getauft 8. Mai 1609 in Platten; begraben 12. Januar 1679 ebenda), war ein böhmischer Stadtvogt, Kämmerer und Bergmeister. Er leitete das Bergamt Platten.

## Leben
Christoph Haas wurde als Sohn des Johann Haas (* 1582 in Ziegenschacht) und dessen Ehefrau Agnes geb. Jungk (* 1575 in Platten) in Platten im Erzgebirge geboren. Bereits sein Großvater Christoph Haas d. Ä. (* um 1545 in Elterlein) war in Platten als Bergmeister tätig. Sein Urgroßvater Claus Haas aus Elterlein gehörte zu den ersten Siedlern der Bergstadt. In der Zeit der Gegenreformation erklärte man am 10. Oktober 1653 Haas und andere Plattner Bürger für verbannt und des Landes verwiesen. Als Exulant hielt er sich wohl zeitweise auf dem Fastenberge auf, bis er nach Platten zurückkehrte und zum katholischen Glauben konvertierte. In seiner Heimatstadt bekleidete er die Ämter des Stadtvogtes und Kämmerers. 1659 wurde er als Nachfolger des verstorbenen Elias Steiniger zum neuen Bergmeister ernannt. 1664 ist er in seinem Amt bestätigt. Er verblieb in dieser Funktion bis zu seinem Tode 1679. In seinem Sterbebucheintrag steht er als H: Christoph Haas: Römischer kaysl: MayStätt wohl beställt gewester BergkhMeister allhier, begraben d. 12. Januari Alt: 70 Jahr.

## Familie
Christoph Haas heiratete am 11. November 1629 in Platten Elisabeth Walthütter (getauft 20. Dezember 1608 in Platten; † 31. Oktober 1692 ebenda), die Tochter des Hafners und Richters Melchior Walthütter (* 1561 in Irrgang). 

### Kinder
- Christophorus (*/† 1630 in Platten)

- Christof (d. J.) (* 1632 in Platten; † 1690 ebenda), Ratsverwandter, Handelsmann; ⚭ 17. Juli 1650 in Platten Anna Maria Wild
- Anna Maria (* 1636 in Platten; † 1708 in Johanngeorgenstadt); ⚭ 1656 Salomon Behr
- Elisabeth (* 1638 in Platten; † 1713 ebenda); ⚭ 17. Februar 1658 in Platten Johann Poppenberger, Zinngewerke, Stadtrichter
- Johannes (* 1643 in Platten)
- Rosina (* 1645 in Platten)
- Hans Georg (* um 1650 in Platten), Tischler und Hausbesitzer in Johanngeorgenstadt
- Magdalena (* 1652 in Platten; † 1721 ebenda); 1.⚭ 1671 Georg Müsel, Fleischhauermeister; 2.⚭ 1685 Johann Christoph Hanickel, Blaufarbenwerksbesitzer

### Nachkommen
Zu seinen direkten Nachkommen zählen der Bergmeister von Schlaggenwald Wenzel Haas sowie der Großindustrielle Georg Haas von Hasenfels. 